# حسن کربلایی
حسن کربلایی حاجی‌اوغلی (متولد ۱۳۴۵ شمسی) استاد دانشگاه، کارشناس مسائل استراتژیک، روزنامه‌نگار اصولگرا و مدیرعامل سابق خبرگزاری دانشگاه آزاد اسلامی (آنا) است. وی پیش از آن نیز، سابقه همکاری به عنوان جانشین سردبیر در رسالت (روزنامه) داشته و این همکاری کماکان ادامه دارد. کربلایی که دارای تحصیلات دکترا در رشته‌های مدیریت استراتژیک (گرایش آینده‌پژوهی) و همچنین مدیریت رسانه است، یک دهه مدیرکل استان‌های خبرگزاری فارس را بر عهده داشت و مدتی نیز معاون پژوهش خبرگزاری تسنیم بوده‌است.
وی که در حال حاضر نایب‌رئیس انجمن روزنامه‌نگاران مسلمان می‌باشد؛ بیش از ۵ دوره عضو هیئت‌مدیره، مدیر روابط عمومی و دبیر اجرایی این انجمن بوده‌است. حسن کربلایی حاجی‌اوغلی ۱۹ خرداد ۱۳۹۷ طی حکمی از سوی سرپرست سازمان چاپ، انتشارات و امور رسانه‌های دانشگاه آزاد اسلامی به عنوان مدیرعامل خبرگزاری دانشگاه آزاد اسلامی (آنا) انتخاب شد.
وی همچنین چاپ صدها مقاله، گزارش و یادداشت سیاسی و علمی در روزنامه‌ها و مجلات مختلف، عضویت در کمیسیون صدور کارت حرفه‌ای روزنامه‌نگاری معاونت مطبوعاتی وزارت فرهنگ و ارشاد اسلامی و عضویت در فدراسیون بین‌المللی روزنامه‌نگاران (IFJ) را در کارنامه و سابقه کاری خود دارد. فعالیت در حوزه‌های مختلف تحریریه و اجرایی، از دیگر مسئولیت‌های نامبرده در طول سال‌های گذشته در نشریات و مجلات گوناگون به‌شمار می‌رود.